# Sinus Sabaeus
Sinus Sabaeus es una característica de albedo en la superficie de Marte, localizada con el sistema de coordenadas planetocéntricas a -7.91° latitud N y 20° longitud E. El nombre fue aprobado por la Unión Astronómica Internacional en 1958 y hace referencia a la bahía de los sabes, una población etíope.